# Simon Sulaiman

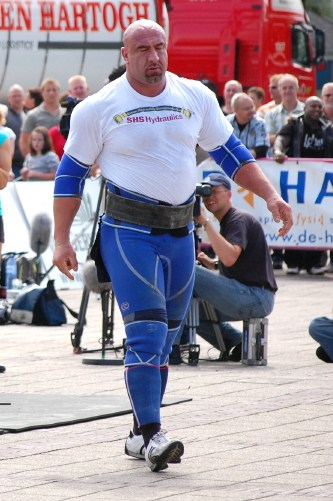
Simon Sulaiman in 2009

Simon Sulaiman (Syrië, 1972) is een Nederlands krachtsporter. Hij is van Syrisch-Aramese afkomst en woont sinds 1989 in Nederland.
In juli 2009 werd hij Sterkste Man van Nederland. In 2010 kon Sulaiman wegens omstandigheden niet deelnemen en zijn titel niet verdedigen.
Begin jaren ’90 begon Sulaiman met fitness. Na het zien van enkele ‘Sterkste Man’-wedstrijden op televisie raakte hij geïnspireerd om zelf mee te doen. In 2000 begon hij met de voorbereidingen op zijn toekomstige deelnames aan krachtwedstrijden.
Sulaiman heeft een eigen bedrijf in Almere met enkele filialen elders in het land. Ook runt hij een sportschool in zijn woonplaats Almere. Zijn zoon, George Sulaiman, is eveneens actief in het circuit van de 'Sterkste Man'-wedstrijden.

## Een aantal prestaties
- Strongman Champions League Holland, 20 juni 2010 in Ulft- 13e[2]
- Sterkste Man van Nederland - 1e (2009)[3]
- Sterkste Team van Nederland - 1e (2008), samen met Dave Mossing
- Grand Prix Salou, Spanje - 2e - (2006)
- Sterkste Man van Nederland - 2e (2004)
- Sterkste man van Nederland - 5e (2003)
- Sterkste Man van Nederland - 4e (2002)
- Voorrondes Sterkste Man van Nederland - 1e (2001)

## Statistieken (fysiek)
- Gewicht: 130–135 kg
- Lengte: 190 cm

## Beste prestaties (powerlifting)
- Squat - 300 kg
- Bankdrukken - 230 kg
- Deadlift - 360 kg

## Strongman Champions League (SCL) China, 2013
De Strongman Champions League is een doorlopend evenement met iedere keer (in een ander land) een winnaar en een eindklassement, later in het jaar. Jarno Hams deed voor Nederland mee; Sulaiman heeft echter een dubbele nationaliteit en deed daarom voor Syrië mee in dit Sterkste Man-evenement in China dat ruim een week lang duurde, van 4 tot 13 juli 2013. 32 deelnemers streden individueel en in teamverband om de eer. Een van de onderdelen was het in duoverband maken van een piramide van 25 wasmachines. De  piramide moest er toonbaar uitzien, dus naast brute kracht was enige creativiteit en strategie ook nodig bij bijvoorbeeld dit onderdeel. Ook werden de atleten gekleed in oude kostuums, zodat zij op oude strijders leken en werden zij rondgereden in onder andere karren, getrokken door paarden.
Sulaiman haalde de finale, waar 12 van de 32 mannen overbleven, niet. Savickas, de toen Sterkste Man van de Wereld, won de finale met 34 punten.